# Miasta Bahamów
Według danych oficjalnych pochodzących z 2010 roku Bahamy posiadały ponad 20 miast o ludności przekraczającej 30 mieszkańców. Spośród 300 tys. mieszkańców Bahamów zdecydowana większość mieszka w miastach, w tym blisko 2/3 w stolicy kraju. Stolica kraju Nassau jako jedyne miasto liczyło ponad 100 tys. mieszkańców; 1 miasto z ludnością 25÷50 tys. oraz reszta miast poniżej 25 tys. mieszkańców.

## Największe miasta na Bahamach
Największe miasta na Bahamach według liczebności mieszkańców (stan na 03.05.2010):
| L.p. | Miasto        | Dystrykt       | Liczba ludności |
| ---- | ------------- | -------------- | --------------- |
| 1.   | Nassau        | New Providence | 246 329         |
| 2.   | Freeport      | Wielka Bahama  | 28 000          |
| 3.   | West End      | Wielka Bahama  | 13 004          |
| 4.   | Coopers Town  | Wielkie Abaco  | 9 069           |
| 5.   | Marsh Harbour | Wielkie Abaco  | 6 283           |

## Alfabetyczna lista miast na Bahamach
Spis miast Bahamów powyżej 30 mieszkańców według spisu ludności z 2010:
- Albert Town
- Alice Town
- Andros Town
- Arthur’s Town
- Clarence Town
- Cockburn Town
- Colonel Hill
- Coopers Town
- Duncan Town
- Dunmore Town
- Freeport
- Freetown
- George Town
- Great Harbour
- High Rock
- Marsh Harbour
- Matthew Town
- Nassau
- Nicholls Town
- Pirates Well
- Port Nelson
- Rock Sound
- Snug Corner
- Spanish Wells
- Sweeting Cay
- West End